# 시리아의 경제
시리아의 경제는 2011년 3월 발발한 시리아 내전이 시작된 이후 격동적이었고 상당히 악화되었다.

## 대외무역 및 투자

2019년 시리아 수출의 비례대표

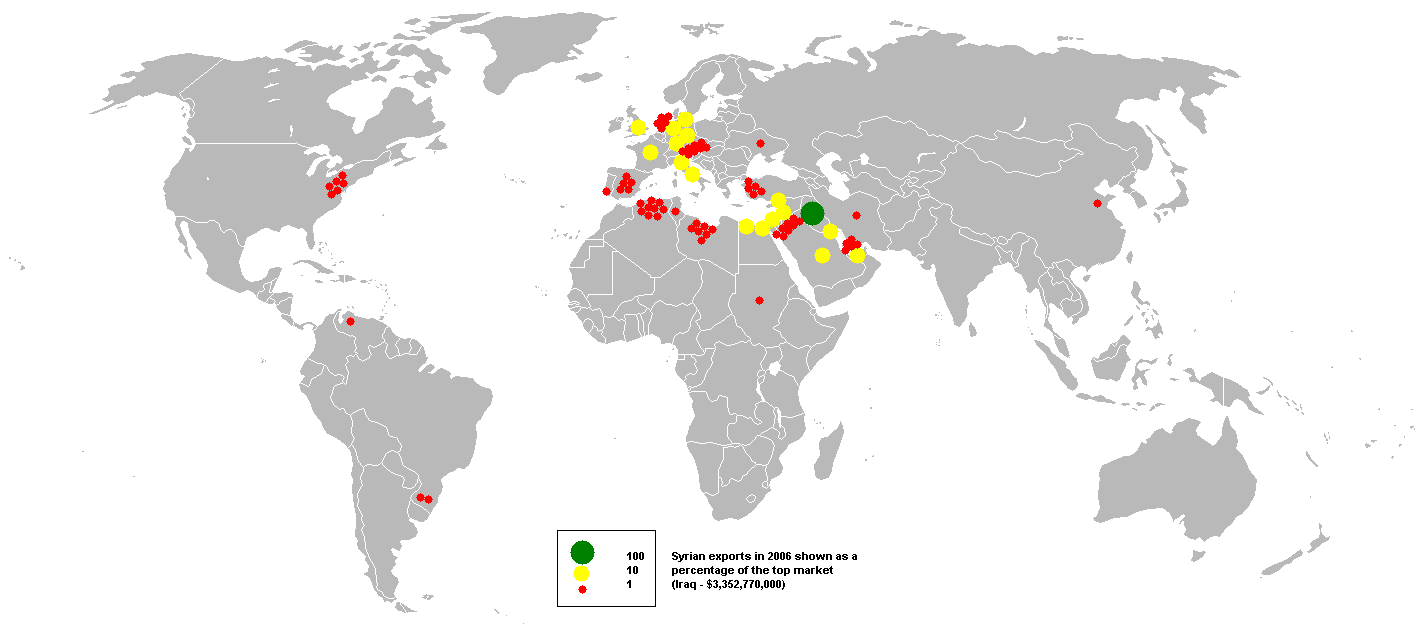
2006년 시리아 수출

1990년대 후반에 이 지역을 괴롭혔던 극심한 가뭄의 완화와 에너지 수출 수입의 회복에도 불구하고, 시리아 경제는 심각한 도전에 직면해 있다. 20세 미만 인구가 60%에 육박하는 상황에서 지속적이고 강력한 경제성장이 뒷받침되지 않는 한 현재의 9%보다 높은 실업률은 현실적이다.
무역은 시리아 경제에 항상 중요한 역할을 해왔으며, 시리아는 동서 무역로를 따라 전략적 위치를 확보하여 이득을 얻었다. 시리아 도시들은 직조, 건과 같은 전통 산업과 현대 중공업을 자랑한다. 1960년대부터 1980년대 말까지 채택된 정책들을 고려할 때, 시리아는 "세계 경제"에 참여하는 것을 거부했다. 그러나 2001년 말 시리아는 세계무역기구(WTO)에 가입 절차를 시작하라는 요청을 제출했다. 시리아는 원래 관세 및 무역에 관한 일반 협정의 당사국이었으나 1951년 이스라엘의 가입으로 인해 탈퇴했다. 현재 시리아 무역 규칙의 주요 요소는 WTO와 일관성을 유지하기 위해 바뀌어야 할 것이다. 2007년 3월, 시리아는 유럽 연합과 2010년 이전에 양측이 자유 무역 협정을 협상하도록 장려하는 연합협정에 서명했다.
시리아 수입의 대부분은 산업, 농업, 장비, 기계에 필수적인 원자재였다. 주요 수출품으로는 원유, 정제 제품, 면화, 의류, 과일, 곡물 등이 있다.
시간이 흐르면서 정부는 더 유리한 주변국 환율이 적용되는 거래 횟수를 늘렸다. 정부는 또한 2001년에 일반적인 암시장 금리에 따라 비상업적 거래에 준금리를 도입했다.
자국 자본시장의 열악한 발전과 시리아의 국제통화·자본시장 접근성이 떨어진다는 점을 감안하면 통화정책은 재정적자를 메워야 할 필요성에 사로잡혀 있다. 시리아는 2003년 22년 만에, 2004년 다시 금리를 인하했지만, 금리는 법에 의해 고정되어 있다.

### 채무
시리아의 대통령 바샤르 알아사드 치하에서 국내총생산(GDP) 대비 국가 부채는 2000년 152.09%에서 2010년 30.02%로 감소했다. 내전 이전 시리아는 사실상 유럽의 모든 핵심 채권자들과의 양자 일정 조정 협상을 통해 무거운 외채 부담을 완화하는 데 진전을 이뤘다. 2004년 12월, 시리아와 폴란드는 총 부채 2억6,170만 달러 중 2,700만 달러를 시리아가 부담하기로 합의했다. 2005년 1월, 러시아와 시리아는 약 130억 달러에 달하는 시리아 부채의 75%를 탕감하는 협정을 체결했다. 이 협정으로 시리아는 모스크바에 30억 유로(약 36억 달러) 미만의 빚을 지게 되었다. 그 중 절반은 향후 10년 동안 상환될 것이고, 나머지는 시리아 은행에 있는 러시아 계좌로 지불될 것이며, 시리아에 대한 러시아의 투자 프로젝트와 시리아 상품 구매에 사용될 것이다. 이 협정은 러시아와 시리아 간의 무기 거래의 일부였다. 그 해 말 시리아는 슬로바키아, 체코와 16억 달러로 추정되는 부채를 해결하기로 합의했다. 시리아는 1억 5천만 달러를 일시 상환하는 대가로 채무 대부분을 탕감받았다.

## 경제 부문

### 농업

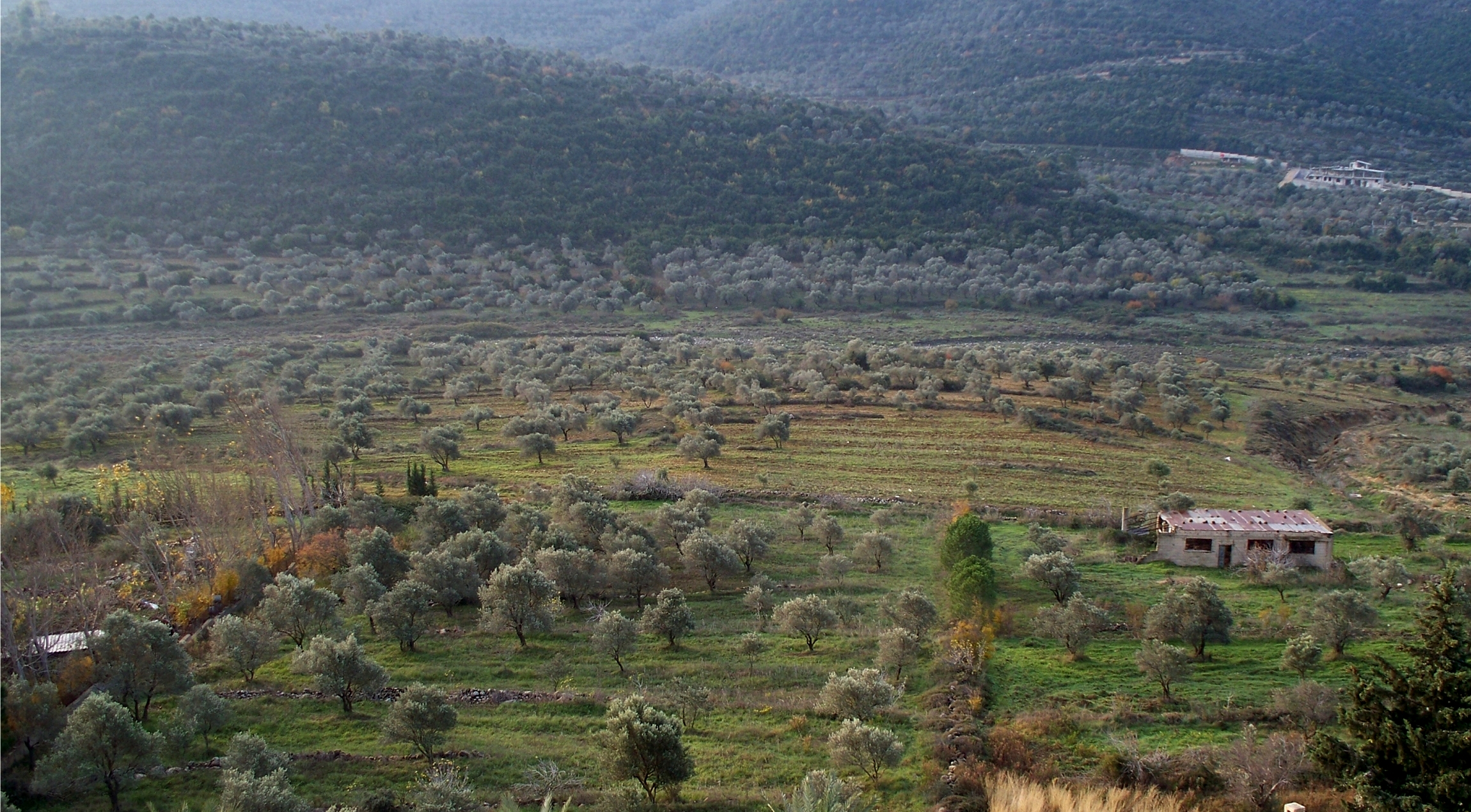
홈스주 서시리아에 있는 올리브 숲

시리아의 경제 개발 계획에서 농업은 높은 우선순위로, 정부가 식량 자급률을 달성하고, 수출 수익을 늘리고, 농촌의 이주 중단을 추구하기 때문이다. 지속적인 자본 투자, 인프라 개발, 투입 보조금, 가격 지원 덕분에 내전 이전 시리아는 많은 농산물의 순수 수입국에서 면화, 과일, 야채 및 기타 식료품의 수출국으로 바뀌었다. 이러한 전환의 주요 이유 중 하나는 시리아 북부와 북동부의 거대한 관개 시스템에 대한 정부의 투자였다. 농업 부문은 2009년 기준 노동력의 약 17%를 고용하고 있으며 국내총생산(GDP)의 약 21%를 차지하고 있으며, 이 중 가축이 16%, 과일, 곡물이 40% 이상을 차지하고 있다.
2015년 시리아의 주요 수출품은 향신료 종자(8320만 달러), 사과와 배(5320만 달러)였다.
대부분의 토지는 개인 소유이며, 이 부문 성공의 결정적인 요인이다. 시리아의 196,000 km2 (76,000 sq mi) 중 약 28%가 경작되고 21%가 관개된다. 대부분의 관개 토지는 전략적인 토지로 지정되는데, 이는 가격 책정, 보조금, 그리고 시장 통제 측면에서 국가의 개입에 직면한다는 것을 의미한다. 밀, 보리, 사탕무와 같은 "전략적인" 제품들은 농부들을 지원하기 위해 고정된 가격으로 주 마케팅 위원회에 판매되어야 한다. 가장 널리 재배되는 작물은 밀이지만 가장 중요한 현금 작물은 면화이다. 그럼에도 불구하고, 면화를 심은 총면적은 오래되고 비효율적인 관개 기술과 함께 증가하는 물 부족 문제 때문에 감소하고 있다. 밀과 같은 곡물의 생산량은 열악한 저장 시설 때문에 활용도가 낮은 경우가 많다.
물과 에너지는 농업 분야가 직면한 가장 보편적인 이슈들 중 하나이다. 정부가 100~400% 인상한 비료 가격을 자유화하기로 한 것도 농업계가 겪는 어려움이다. 2008년에는 가뭄이 심각한 문제였지만 2009년에는 가뭄 상황이 약간 개선되었다. 2009년 밀과 보리 생산량은 2008년에 비해 약 2배 증가했다. 그럼에도 불구하고 100만 명에 달하는 농업 종사자들의 생계가 위협받고 있다. 이에 대응하여, 유엔은 2,020만 달러에 대한 긴급 호소를 시작했다. 밀은 가장 큰 영향을 받는 작물 중 하나였으며, 시리아는 20년 만에 처음으로 밀의 순 수출국에서 순 수입국으로 전환했다. 2011년 시작된 내전 기간 동안 시리아 정부는 경제 제재를 받지 않는 몇 안 되는 무역 상품 중 하나인 밀 10만 톤을 입찰해야 했다.
시리아 국토 면적의 2.7% 미만이 산림이고, 그 중 일부만이 상업적으로 유용하다. 강수량이 많은 해안에서 내륙으로 떨어진 고산지대의 산림 활동이 제한적이다.

### 산업 및 제조
광업, 제조업, 건설업, 석유업 등이 포함된 산업 부문은 2010년 국내총생산(GDP)의 27.3%를 차지했고 노동력의 약 16%를 고용했다. 주요 산업 생산품은 석유, 직물, 식품 가공, 음료, 담배, 인산염 암석 채굴, 시멘트, 기름 종자 분쇄, 자동차 조립이다. 시리아의 제조업 부문은 1990년대까지 주로 국가가 지배하고 있었으며, 이때 경제 개혁으로 국내외 민간 부문의 참여가 확대되었다. 그러나 투자 자금 부족, 입출력 가격 제한, 번거로운 관세 및 외환 규제, 부실한 마케팅으로 인해 민간 참여가 여전히 제한되고 있다.
땅값은 국가가 좌지우지하지 않기 때문에 부동산은 현실적이고 안전한 수익률을 가진 몇 안 되는 국내 투자 수단 중 하나다. 건설 분야의 활동은 경제의 변화를 반영하는 경향이 있다. 일부 분야에 대한 외국인 투자에 나라를 개방한 1991년 투자법 제10호는 2001년과 2002년에 걸쳐 실질 성장률이 증가하는 등 강력한 부활의 시작을 알렸다.

### 서비스
2017년 국내총생산(GDP)에서 서비스가 차지하는 비중은 60.4%에 달했고 2008년에는 정부를 포함한 노동인구의 67%를 고용했다. 2009년 5월, 다마스쿠스 사무실 가격이 치솟고 있다는 보고가 있었다.

## 노동
시리아 인구는 약 2,100만 명이며, 시리아 정부 통계에 따르면 35세 미만 인구의 65%, 15세 미만 인구의 40% 이상이 인구 증가율을 2.37%로 집계하고 있다. 매년 20만 명 이상의 신규 구직자가 시리아 취업시장에 진입하고 있지만 경제가 이들을 흡수하지 못하고 있다. 2017년 기준으로 시리아 노동 인구는 약 376만 7,000명으로 추산된다. 2008년 정부 등 서비스업에서 67%, 농업 17%, 산업 16%로 추산됐다. 정부 및 공공 부문 직원은 전체 노동력의 약 30%를 차지하며 매우 낮은 급여와 임금을 받는다.
시리아 정부 통계에 따르면, 2009년 실업률은 12.6%였지만, 더 정확한 독립적인 자료에 따르면 20%에 가깝다고 한다. 시리아 노동자의 약 70%가 매달 미화 100달러 미만을 벌고 있다. 일화적인 증거는 시리아인들이 레바논의 국경 너머로 일자리를 찾고 있다는 것을 보여준다. 2002년 실업위원회가 설립되어 5년 동안 수십만 개의 일자리를 창출하는 임무를 맡았다. 2009년 6월 현재 시리아에는 약 70만 가구(약 350만 명)가 소득이 없는 것으로 보고되었다. 정부 관계자들은 경제가 인구 증가에 걸맞은 연간 충분한 새로운 일자리를 창출할 만큼 충분한 속도로 성장하고 있지 않다는 것을 인정한다. 2005년 유엔 개발 계획은 시리아 인구의 30%가 빈곤한 생활을 하고 있으며 11.4%는 빈곤한 생활을 하고 있다고 발표했다.